# Joseph Edmond Marcile
 (février 2015).
Si vous disposez d'ouvrages ou d'articles de référence ou si vous connaissez des sites web de qualité traitant du thème abordé ici, merci de compléter l'article en donnant les références utiles à sa vérifiabilité et en les liant à la section « Notes et références ».
Joseph Edmond Marcile (22 octobre 1854-5 novembre 1925) fut un marchand et homme politique municipal et fédéral du Québec.

## Biographie
Né à Contrecœur dans le Canada-Est, il fit ses études à l'École modèle d'Acton Vale. Devenu marchand, il servit comme conseiller municipal et maire de la localité d'Acton Vale en Montérégie. Élu député du Parti libéral du Canada dans la circonscription de Bagot lors d'une élection partielle en 1898, il fut réélu en 1900, 1904, 1908, 1911, 1917, 1921 et en 1925. Il est mort en fonction en 1925.